# 吉田朋広
吉田 朋広（よしだ なかひろ、1961年 - ）は日本の数学者。東京大学大学院数理科学研究科教授。専門は数理統計学、確率論。福岡県出身。1985年京都大学理学部数学科卒業、1987年大阪大学大学院基礎工学研究科博士前期課程修了。

## 受賞歴
- 日本数学会2006年度解析学賞
- 第1回日本統計学会研究業績賞 (2007)
- 第14回日本統計学会賞 (2009)

## 著書
数理統計学．朝倉書店 2006